# Argyrodiaptomus furcatus
Argyrodiaptomus furcatus is een eenoogkreeftjessoort uit de familie van de Diaptomidae. De wetenschappelijke naam van de soort is voor het eerst geldig gepubliceerd in 1901 door Sars G.O..